# Micaelamys
Micaelamys ist eine Nagetiergattung aus der Gruppe der Altweltmäuse (Murinae). Die Gattung umfasst zwei Arten. Manchmal wird sie auch als Untergattung von Aethomys geführt.
Es sind äußerlich rattenähnliche Tiere mit einer Gesamtlänge von 21 bis 29 Zentimetern. Ihr Fell ist am Rücken graubraun bis rotbraun gefärbt, die Unterseite ist meist hellgrau. Die Pfoten sind an der Oberseite weiß, der Schwanz ist spärlich mit Haaren bedeckt.
Diese Tiere leben im südlichen Afrika, ihr Verbreitungsgebiet erstreckt sich von Angola und Sambia bis Südafrika. Ihr Lebensraum sind Buschländer und auch trockene, felsige Gebiete. Sie sind nachtaktiv und verbergen sich tagsüber in Felsspalten oder Erdbauen, die sie unter Pflanzendickichten anlegen. Sie leben in Gruppen, dies sind Familiengruppen mit einem Männchen, einem Weibchen und dem gemeinsamen Nachwuchs.
Es werden zwei Arten unterschieden:
- Die Grant-Buschratte (Micaelamys granti) lebt in der Karoo-Region in Südafrika.
- Die Namaqua-Buschratte (Micaelamys namaquensis) ist von Angola und Sambia bis Südafrika verbreitet.

Beide Arten werden von der IUCN als „nicht gefährdet“ gelistet. M. namaquensis ist ein Kulturfolger und hält sich manchmal auch in Häusern auf.